# ジョーゼフ・ギンゴールド
ジョーゼフ・ギンゴールド（ジョゼフ・ギンゴルド、原音に忠実な日本語表記はギンゴルトであるが、日本ではギンゴールド、ジンゴールドと表記されることが多い）（Josef Gingold, 1909年10月28日 - 1995年1月13日）ポーランド、ブレスト・リトフスク生れのアメリカ人ヴァイオリニスト・音楽教育家。ウジェーヌ・イザイの弟子。

## 経歴
1920年にアメリカ合衆国に移民し、ヴァイオリンをウラディーミル・グラフマンに師事。1926年にニューヨークでデビュー。1927年に母と共にヨーロッパへ渡り、ブリュッセルでウジェーヌ・イザイに学ぶ。ベルギー、フランス、オランダ等で演奏活動を行った後、大恐慌のさなかにアメリカに戻る。そして家計を支えるために、ブロードウェイ等のオーケストラでヴァイオリンを弾く。1937年にオーディションを受けてアルトゥーロ・トスカニーニ指揮のNBC交響楽団に入団。7年間そこに留まった後、デトロイト交響楽団のソロ・コンサートマスターに就任して1947年まで在籍し、ジョージ・セルの依頼によって、クリーヴランド管弦楽団のコンサートマスターに就任した。そして、1960年に退団してインディアナ大学ブルーミントン校の教職に就き、亡くなるまで教育活動を続けた。
アメリカのヴァイオリンの名教師として、イヴァン・ガラミアン、ドロシー・ディレイと並び称され、アンドレス・カルデネス、ミリアム・フリード、ハイメ・ラレード、ジョゼフ・シルヴァースタイン、ジョシュア・ベル、ギヨーム・スュートル、コーリー・ツェロヴセク、マーティン・ビーヴァーら数多くの著名なヴァイオリニストを育てた。また同時に、数多くのヴァイオリン譜の校訂やヴァイオリン教則本の監修をしている。
エリザベート王妃、ヴィニャフスキ、パガニーニ、シベリウス、チャイコフスキー、レーヴェントリット等の国際コンクールで審査員、審査委員長を務め、1982年には自らインディアナポリス国際ヴァイオリン・コンクールを設立した。
ハラルド・エッゲブレヒト著『ヴァイオリンの巨匠たち』（出版：アルファベータ、2004年、 ISBN 4871984621）において、往年の名ヴァイオリニストとともに言及されている。ジョシュア・ベルがデッカからリリースしたクライスラーの小品集は、彼に献げられている。

## 録音
- ENHARMONICレーベルから若い頃の録音を復刻したCDが出された。